# Justerat eget kapital
Justerat eget kapital, JEK, beräknas vid nyckeltalsanalys som Eget kapital + ((1 - skattesatsen) * Obeskattade reserver) för att reflektera tidigare års uppskjutna vinster som kan tillföras det egna kapitalet efter beskattning. Det justerade egna kapitalet måste beräknas för att ge rättvisande Soliditet.
Ett vanligt mått som används för att jämföra aktier är kurs/JEK.
Börskursen divideras med justerat eget kapital (JEK). Ju lägre detta nyckeltal är desto bättre är det. Nyckeltalet är extra intressant vid värdering av investmentbolag.